# Stanovi Holandije in Zahodne Frizije
Stanovi Holandije in Zahodne Frizije (nizozemsko Staten van Holland en West-Friesland) so bili zastopstvo obeh Stanov (standen) na dvoru holandskega grofa. Potem ko so bile ustanovljene Združene province - in ni bilo več grofa, ampak samo njegov "namestnik" (štatholder) — so še naprej delovali kot vlada grofije Holandije.
Plemstvo je običajno zastopal deželni advokat Holandije ali veliki holandski upokojenec, ki je združeval glasove desetih članov Ridderschapa ("viteštva") v stanovih; plemstvo naj bi zastopalo tudi vse podeželske interese, tudi kmečke. Zbor so sestavljali predstavniki osemnajstih mest v starodavnem fevdalnem redu: enajst iz južne četrti: Dordrecht, Haarlem, Delft, Leyden, Amsterdam, Gouda, Rotterdam, Gorinchem, Schiedam, Schoonhoven in Brill; sedem severnozahodnofrizijske četrti: Alkmaar, Hoorn, Enkhuizen, Edam, Monnikendam, Medemblik in Purmerend.
Močnejšim mestom je bilo dovoljeno poslati več predstavnikov - Amsterdam je imel štiričlansko delegacijo - vendar so imeli ti skupaj le en glas. Vsi člani stanov so bili imenovani za uradnike, vključno z deželnim pravobranilcem ali velikim upokojencem, ki so ga imenovali stanovi sami. Deželni odvetnik ali veliki upokojenec je bil skoraj vedno prejšnji upokojenec mesta. O zelo pomembnih zadevah, na primer o obdavčitvi, je bilo treba odločati soglasno, običajno pa so se odločitve sprejemale z večino. Ta večina ni bila dosežena po postopku glasovanja, ampak s povzetkom mnenj, ki jih je izrazilo več prisotnih članov, ki so govorili po fevdalnem redu, ki ga je naredil deželni pravobranilec ali veliki upokojenec na koncu sestanka: najprej Dordrecht, Purmerend zadnji. Imel je dobesedno tako prvo – kot predstavnik plemstva – kot zadnjo besedo na sestanku. Od smrti Johana van Oldebarnevelta je imel vsak Oranski knez, ki je bil tudi stadtholder, posredno veliko moči nad stanovi. Imel je pravico imenovati župane vseh mest izmed enega od dveh kandidatov, ki ju je predlagal mestni kolegij za imenovanja. Župani mest z mestnimi pravicami so izbrali uradnike, ki so služili kot predstavniki v stanovih Holandije. Stanovi Holandije so bili razpuščeni med reformami Batavske republike.
Stanove Holandije ne smemo zamenjevati z Generalnimi stanovi ali Staten-Generaal, konfederacijsko vlado Republike sedmih Združenih Nizozemskih kot celote. Vsaka nizozemska provinca je imela svoje stanove in Holandija je bila samo ena od sedmih. Kljub temu je bila ta provinca tako prevladujoča, da je politik, ki je nadzoroval stanove Holandije kot deželni zagovornik Holandije ali veliki upokojenec, dejansko nadzoroval republiko. Johan de Witt je takšen primer, Johan van Oldebarnevelt pa je bil še en znan primer.
Stanovi Holandije, ki so bili prvič omenjeni leta 1428, so obstajali do leta 1795, ko je bila v Batavski revoluciji ustanovljena Batavska republika.  Stanovi Holandije so sprva nadomestili začasni predstavniki ljudstva Holandije, ki je predstavniški organ prevzel tudi mesto stanov v generalnih stanovih Batavske republike .